# 佩諾布斯科特 (緬因州)
佩諾布斯科特（英語：Penobscot）是一個位於美國緬因州漢考克縣的市鎮。

## 人口
根據2020年美國人口普查的數據，佩諾布斯科特的面積為120.56平方千米，當中陸地面積為103.26平方千米，而水域面積為17.30平方千米。當地共有人口1136人，而人口密度為每平方千米9人。